# 黒田利高
黒田 利高（くろだ としたか）は、戦国時代から安土桃山時代にかけての武将。黒田氏の家臣。黒田二十四騎、黒田八虎の筆頭。

## 生涯
天文23年（1554年）、黒田職隆の次男として播磨国姫路城で誕生した。同母兄に孝高（官兵衛・如水）がいる。
天正5年（1577年）、織田信長による中国攻めが開始されると、兄・孝高と共に羽柴秀吉の配下として参加し、秀吉の馬廻となった。天正6年（1578年）から天正8年（1580年）の三木合戦、その後の英賀城攻めにも従軍し、町坪城の城代となった。天正10年（1582年）の信長死後は秀吉に仕え、備中高松城の戦い・山崎の戦いでも秀吉に従っている。天正12年（1584年）の小牧・長久手の戦い時には、甥の黒田長政らと共に和泉国で一揆の鎮圧に当たっている。
天正14年（1586年）から天正15年（1587年）の九州征伐にも参加した。この頃、兄・孝高の勧めにより周防国山口でキリシタンの洗礼を受けた。その後、孝高が戦後の九州国分によって豊前国6郡が与えられ、豊前中津城主となった際、兄から1万石を分与されて豊前高森城主となった。
兄が隠居すると、その家督を継いだ甥の黒田長政の後見役を務めた。文禄元年（1592年）からは文禄の役にも大組頭として参加したが、一度講和状態となった文禄5年（1596年）に帰国。その後体調を崩して和泉国堺で療養中に死去した。享年43。法名は清月道旭大居士。

## 家族
嫡子政成は、筑前国入国後、14,000石を領した。井上之房の娘の一人を妻(正室)としたが病身のため、黒田忠之の時代に、嫡男政一に4,000石、次男政仲に2,000石を分知し、残りは返上した。のち、両者とも知行を没収されることとなったが、黒田家家臣として系譜は存続した。

## 関連作品
- 軍師官兵衛 （2014年、演：植木祥平）